# Sarcofago degli sposi (Louvre)
Il Sarcofago degli sposi, anche noto come Sarcofago di Cerveteri, è un'urna funeraria monumentale, capolavoro dell'arte etrusca. Realizzato in terracotta e originariamente policromo, raffigura una coppia di sposi distesi insieme, nella tipica posa del banchetto etrusco. 
L'opera è conservata a Parigi, al Museo del Louvre. Restaurata in un laboratorio del Louvre-Lens, è stata il pezzo principale della mostra Gli Etruschi e il Mediterraneo, tenutasi dal 5 dicembre 2013 al 10 aprile 2014.

## Storia
Quest'opera, rappresentazione di un sarcofago degli sposi di cui sono note anche altre versioni, come quella conservata a Villa Giulia, fu eseguita intorno al 520 a.C. a Cerveteri e scoperta nel sito della necropoli della Banditaccia negli anni cinquanta del XIX secolo, dal marchese Giampietro Campana.
La versione parigina è stata parte della collezione Campana, da cui, nel 1861, fu acquisita per volere di Napoleone III, che intendeva arricchire le collezioni del Louvre.

## Descrizione

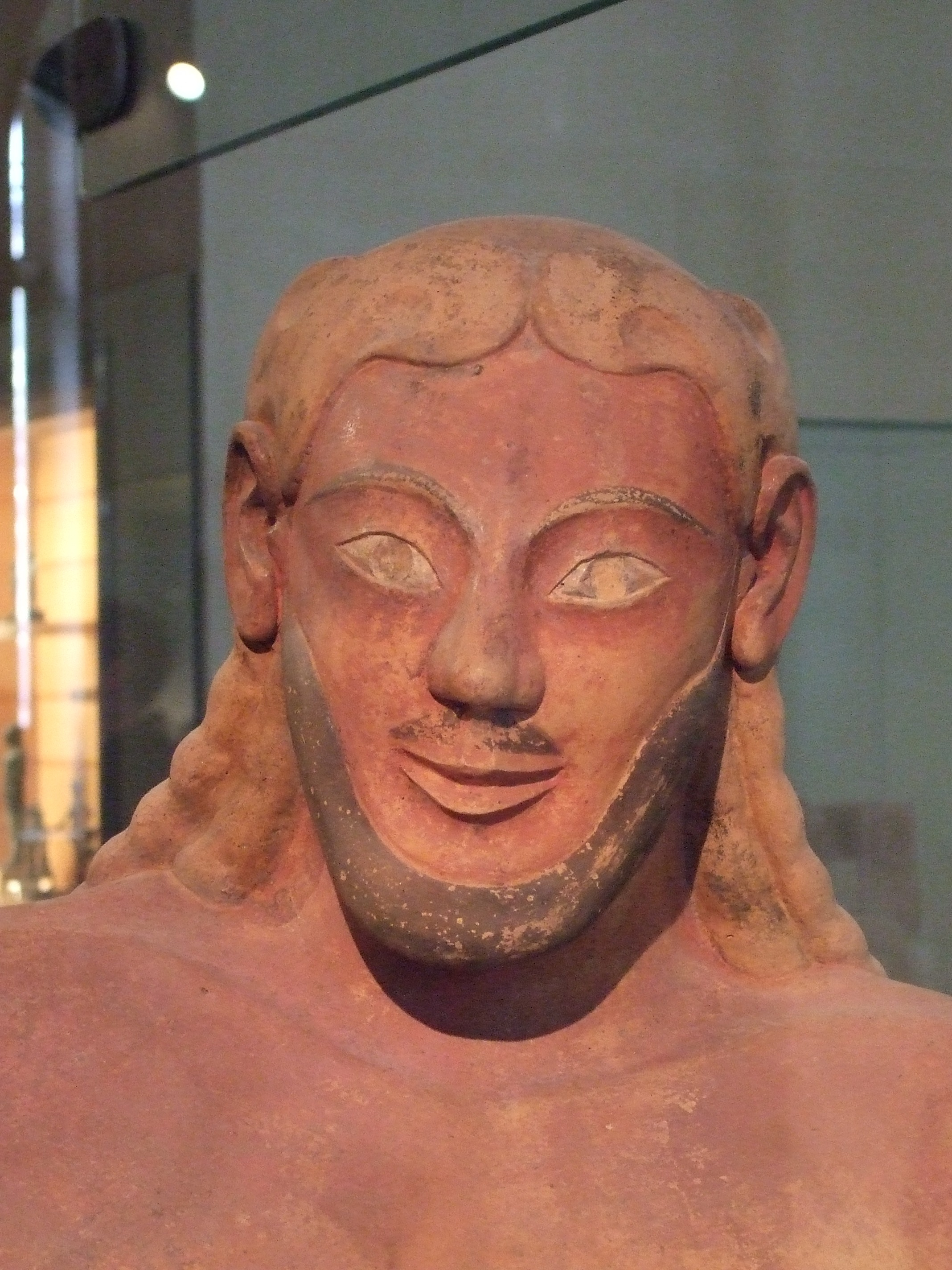
Particolare della testa dello sposo.

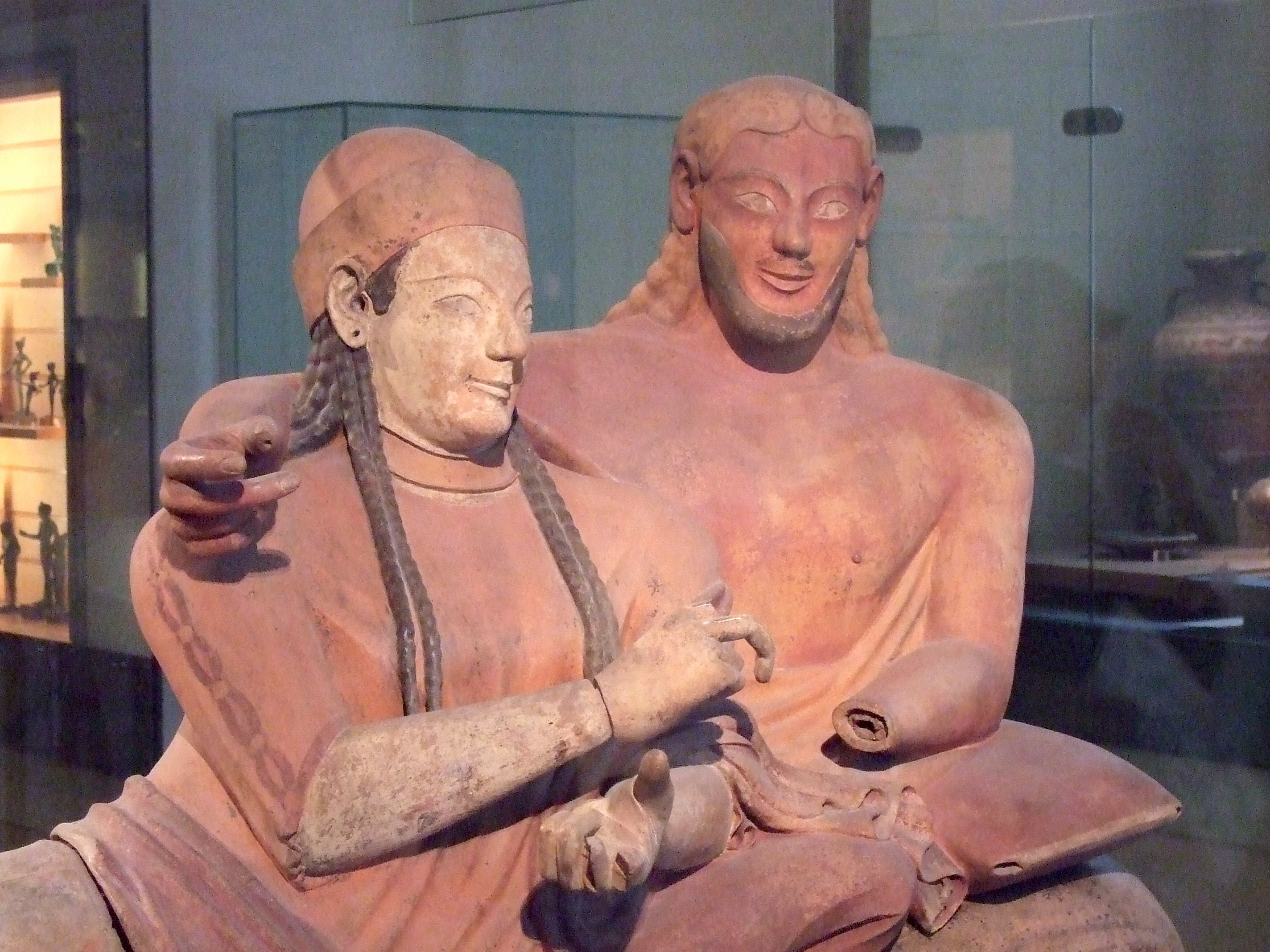
Particolare dei busti.

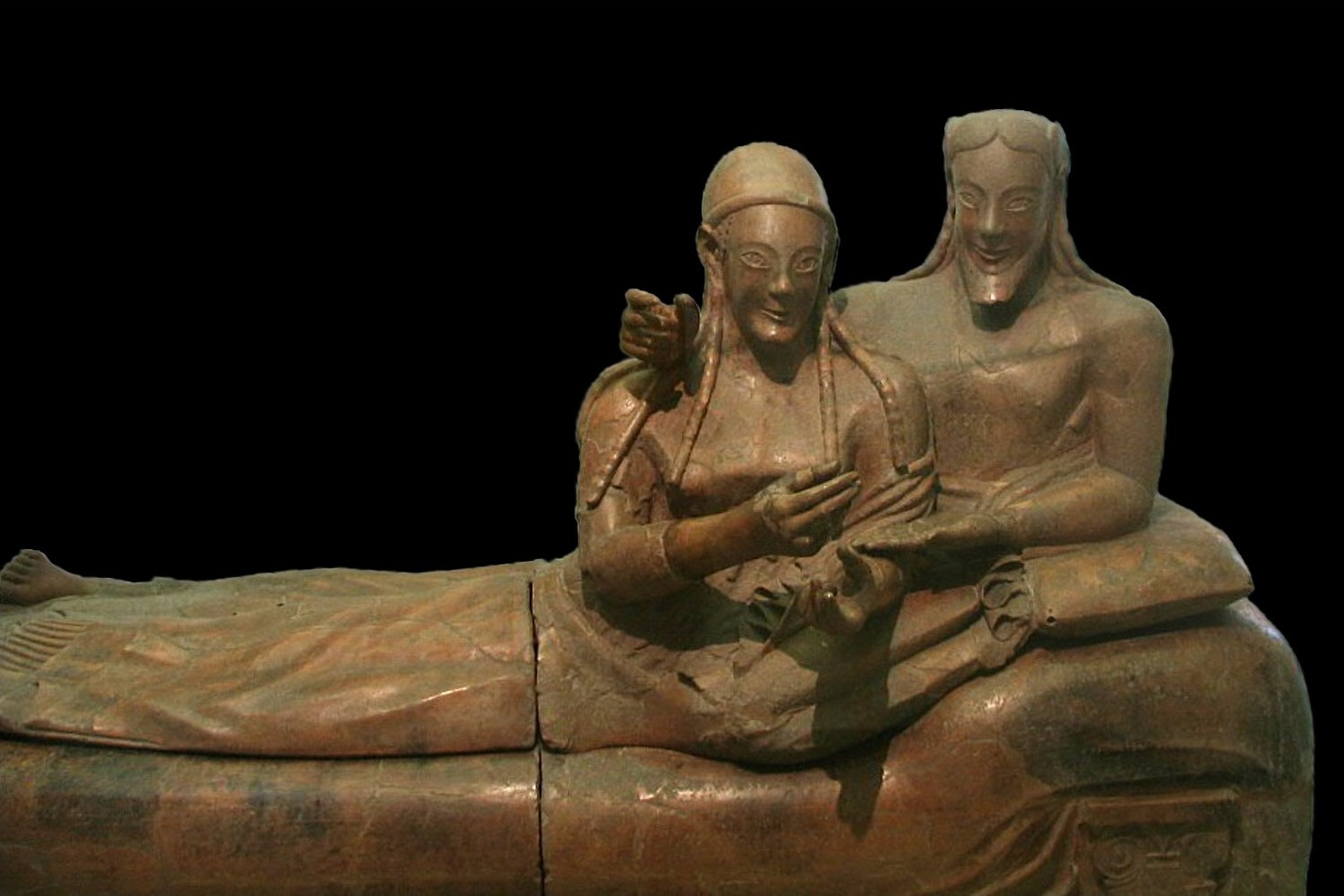
La versione conservata al Museo nazionale etrusco di Villa Giulia a Roma.

Si tratta di un'urna funeraria doppia, per due defunti. Questa tipologia di urna rispetta le tradizioni etrusche in merito al culto dei morti: è infatti costituita da un coperchio sul quale sono rappresentati, come sculture, i defunti. Lo sposo, sorridente, è raffigurato nell'ambito di un banchetto vivente, mentre è sdraiato su un triclinio; il gomito sinistro è appoggiato su otri di vino - che ne indica il suo consumo nei conviti - e le gambe sono avvolte da un telo. Il materasso del triclinio era un tempo decorato da strisce colorate. La sposa versa del profumo nella mano del marito, che la abbraccia. Gli occhi sono piccoli e a mandorla, il naso, dritto, è un'estensione della fronte; il mento è a punta e i capelli divisi in ciocche. Una delle mani, incastonata nel resto del corpo, è andata perduta per la versione del Louvre, ma non per quella di Villa Giulia che permette, quindi, di ricostruire il gesto.

## Analisi
Peculiarità dell'opera sono le sue grandi dimensioni. Un'altra urna funeraria dello stesso tipo fu rinvenuta nel sito di Cerveteri, ma aveva dimensioni decisamente minori (56cm x 28cm x 58cm).
Dei presumibili padroni di casa è possibile notare l'espressione aristocratica, spesso riscontrabile anche nelle tombe a questa contemporanee; in tal caso, si ha l'affermazione dell'importanza del vincolo matrimoniale e la rilevanza della donna - aspetto poi perduto nella romanità, almeno fino all'epoca imperiale -, nonché una rappresentazione ideale della felicità raggiunta nell'aldilà. L'intimità della relazione coniugale è rinvenibile nella vicinanza della parte superiore dei corpi, che poi si fondono in quella inferiore "in un lungo arabesco che va appiattendosi".
La realizzazione mostra la capacità delle botteghe etrusche di eseguire grandi commissioni, che poi era possibile replicare in numerosi esemplari destinati ai ricchi aristocratici. Difatti, sono note versioni ridotte dell'opera, tutte riconducibili allo stesso tema iconografico. I pezzi più economici sono più semplici, meno ridefiniti e lavorati, ma permettono chiaramente di vedere, nei tratti del viso, l'influenza ionica sull'arte etrusca dell'epoca arcaica.

## Restauro ed esposizione al Louvre-Lens
Il Sarcofago degli sposi è stato oggetto di restauro presso il Louvre-Lens nell'ottobre 2013 e in seguito esposto dal dicembre 2013 all'aprile 2014 nella mostra Gli Etruschi e il Mediterraneo.

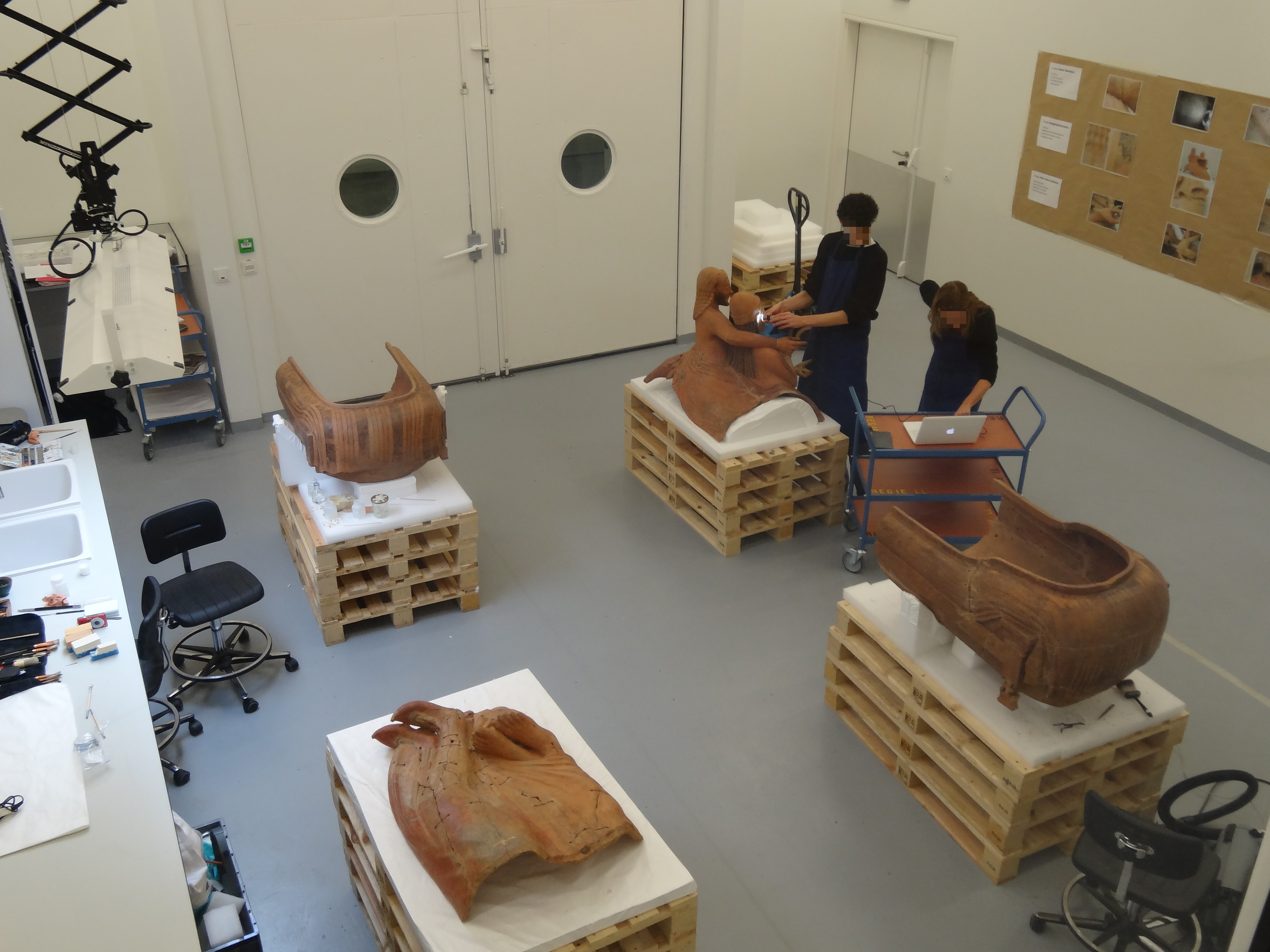
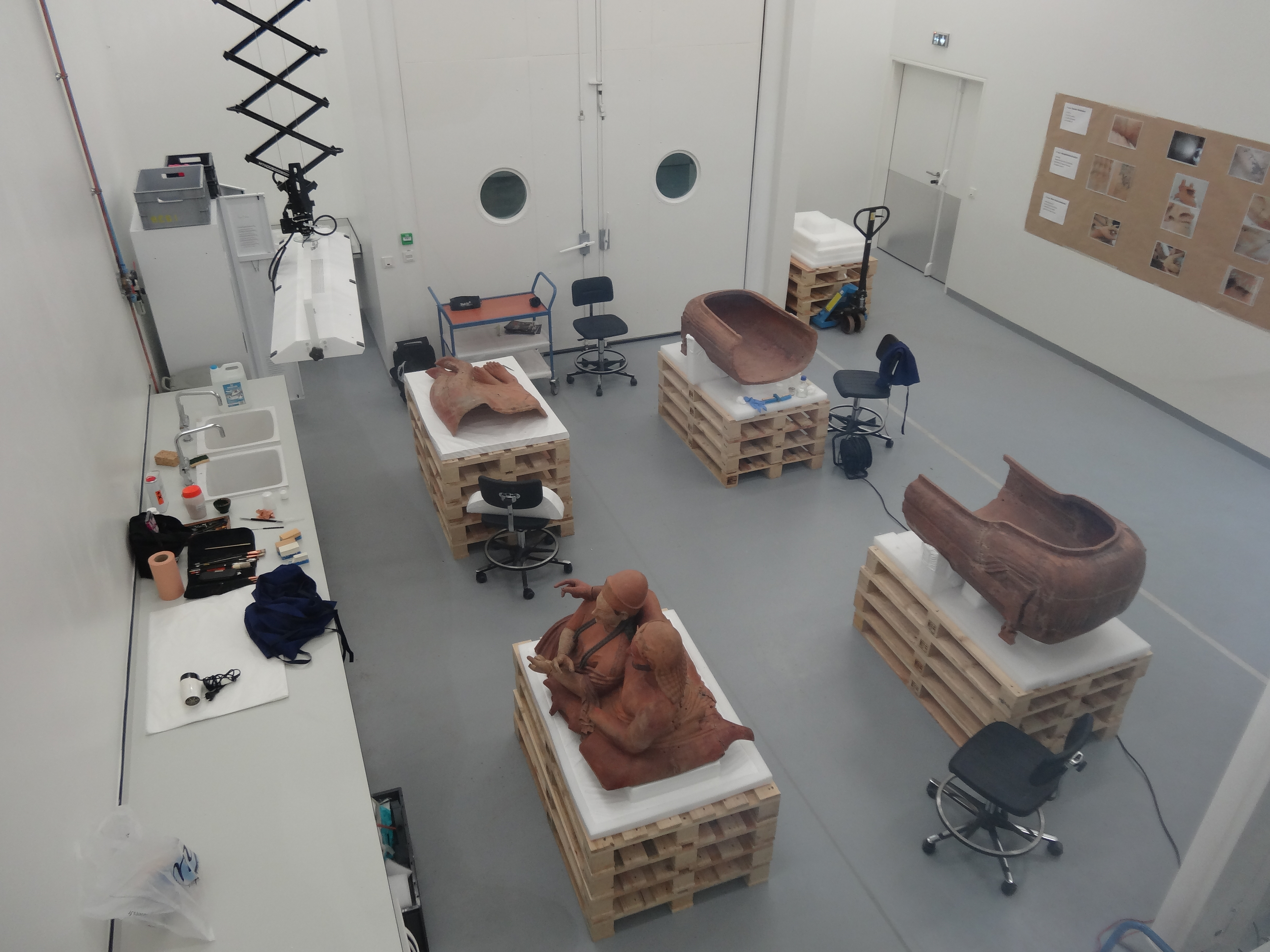